# Захаров, Евгений Александрович
Евгений Александрович Захаров (21 августа 1963, Южно-Уральск, Челябинская область, РСФСР, СССР) — режиссер документальных фильмов, член Союза журналистов Санкт-Петербурга и Ленинградской области, продюсер, общественный деятель.

## Биография
Родился 21 августа 1963г. в г. Южно-Уральск Челябинской области.
- 1965-1970 - жил и учился в г. Джамбул (Казахстан)
- 1970 -  переехал с родителями в город Сосновый Бор (город) Ленинградской области.
- 1983 - окончил  Лисинский лесохозяйственный техникум.
- 1983 - 1986 - работа лесотехником в Сосновоборском лесничестве Ломоносовского леспромхоза.
- 1986-1987 - работал старателем в золотодобывающей артели "Бамская" (Якутия)
- 1987 -1992 -  обучение на заочном отделение факультета журналистики в Санкт-Петербургском государственном университете по специальности газетная журналистика.
- 1987-1991 - работа в отделе городской хроники газеты Ломоносовского района «Балтийский Луч».
- 1991-1992 - работа  во Франции в русском отделе Парижской редакции газеты Libération.
- 1992-1999  - работа в издательском доме «Шанс» в должности коммерческого директора газеты «Бизнес Шанс» и «Реклама Шанс».
- 1999 и по настоящее время -  учредил негосударственную студию документальных фильмов «OK&NO».
- 2004-2009  - работа в творческой команде  Владимира Познера, сценарист и режиссёр сюжетов телевизионного ток-шоу Время Жить!
- 2018

С 1990 года член Союза журналистов Санкт-Петербурга и Ленинградской области
- Учредитель и Президент ежегодного «Международного Ораниенбаумского морского фестиваля» [1][2]
- Заместитель Председателя Общественного совета ОМВД Петродворцового р-на СПБ [3]
- Член художественного Совета при МС МО г. Ломоносов
- Член правления общественного фонда "Ораниенбаумская перспектива"
- Член правления Санкт-Петербургской региональной общественной организации "Спортивный клуб "Ораниенбаумское общество любителей парусного спорта"
- Член международной морской коллегии

## Документальные фильмы
- 1998 — «Первый парад» — неигровой фильм об одном дне взвода барабанщиков Кронштадтского морского кадетского корпуса.
- 1999 — «Сиреневый город»- документальный фильм о городе Ломоносов.
- 2000 — «Не боги горшки обжигают» — о первом международном симпозиуме художников -керамистов, прошедшем в городе Ломоносов в 2000 году. История творческой мастерской «Дома Анжу»[4], организованной семьёй художников Карлыхановых.
- 2000 — «Тайны заветного острова» — фильм о истории и будущем  Кронштадта.
- 2001- «Спасение матроса Троицкого» — документальный экшн-фильм, реконструирующий драматические события спасения матроса-пограничника с острова Соммерс силами спасательной службы большого порта Санкт-Петербург.
- 2002 — «Свободные радикалы» — документальный фильм о молодёжном движении, защищающим права вич-инфицированных людей в России.
- 2002- «Красная лента» — фильм о молодёжном движении московской молодёжи, защищающим права вич-инфицированных людей.
- 2002 — «Сорок полярных лет» — документальный фильм о Полярной морской геолого-разведочной экспедиции. Текст читает народный артист РФ Андрей Толубеев. Дом Анжу г. Ломоносов

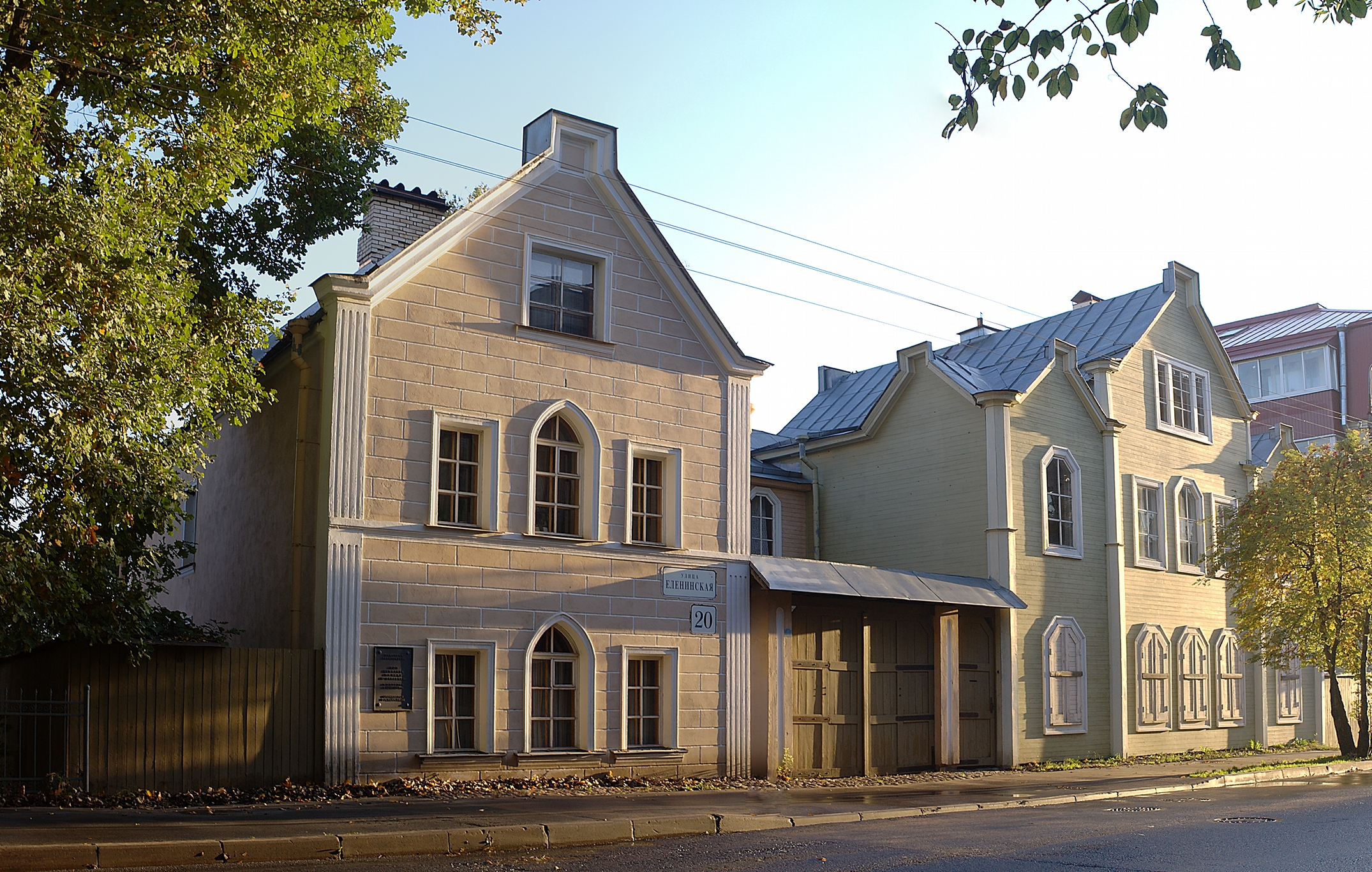
Дом Анжу г. Ломоносов

- 2003 — «Метадон -укрощение зла» — о проблемах наркозависимых людей и альтернативных методах выхода из наркозависимости. (1 премия кинофестиваля "Нет наркотикам! г. Геленжик 2004 г.)
- 2004—2009 — создание 42 телевизионных программ в жанре ток-шоу «Время Жить!» с ведущим Владимиром Познером и Еленой Хангой (Премия PSI).
- 2007 — «Связь времён» — научно-популярный игровой фильм об истории создания телефонной сети в Санкт-Петербурге для Санкт-Петербургского музея истории связи.
- 2009 — «Мигранты- опасные гастроли» — фильм о проблемах, с которыми сталкиваются трудовые мигранты, прибывающие в Россию.
- 2010 — «Люди, которых нет» — д/ф в о проблемах и судьбах уличных детей и подростков в Санкт-Петербурге. (1 премия фонда «Гуманитарное действие»).
- 2010- «Автобус» — документальный фильм о социальном проекте помощи наркозависимым людям в Санкт-Петербурге.
- 2011 — «Ораниенбаум — город-парк, Ломоносов — город-порт» — презентационный фильм к 300-летию города Ломоносов-Ораниенбаум.
- 2013 — «Акванавты российских глубин» — история становления 328-го экспедиционного аварийно-спасательного отряда водолазов ВМФ РФ (1 премия в международном кинофестивале «Море зовёт!»)
- 2013 — «Огневой щит Родины. Комплекс С-300»- фильм об истории военного завода в Санкт-Петербурге.
- 2014 — «Последний императорский собор»[5] — фильм к 100-летию Собора Михаила Архангела в городе Ломоносов (город)[6][7].Текст читает засл. арт РФ Николай Буров.
- 2016 — «Эволюция замысла»- фильм о творческом процессе создания памятника писателю Николаю Шадрунову, установленному в г. Ломоносов[8].
- 2016- Документальный фильм об истории центральной театральной библиотеки Санкт-Петербурга (к 350-летию).
- 2017 — «Пусть мир услышит!» -фильм о людях, потерявших слух и вновь получивших возможность слышать благодаря кохлеарной имплантации (Россия, Казахстан, Австрия, Словения)[9].
- 2018 -«Вижу образ» — фильм о скульпторах, создающих объёмные керамические иконы для слабовидящих людей.

## Награды
- 1990—премия Ленинградского Союза журналистов за цикл очерков, посвящённых расследованию покушения на Л .И. Брежнева в 1968 году.
- 1991 - премия Ленинградского Союза журналистов за очерк, посвящённый трагической судьбе военнопленных в Афганистане.
- 2014 - знак общественного признания  Петродворцового района Санкт-Петербурга "Красная Ворона". Вручается ежегодно на литературных чтениях памяти Николая Шадрунова
- 2014 - серебряный знак Михаила Архангела за создание фильма "Последний императорский собор"
- 2015 - медаль "В честь годовщины подвига крейсера "Дмитрий Донской" в Цусимском сражении (награда от благотворительного фонда "Преображение" за вклад в поддержку истории российского флота)
- 2016 - серебряная медаль "Адмирала М. П. Лазарева" от Морского собрания Санкт-Петербурга за вклад в поддержку и развитие морских традиций
- 2017 - Гран-при "RUSSIAN EVENT AWARDS" за организацию "Ораниенбаумского Морского Фестиваля", как лучшего в России туристического события в области спорта.
- 2017- золотая медаль "Адмирала П.С. Нахимова" от Морского собрания Санкт-Петербурга за большой вклад в развитие морских традиций
- 2018- Гран-при "RUSSIAN EVENT AWARDS" за организацию "Ораниенбаумского Морского Фестиваля", как лучшего в России туристического события в области спорта
- 2018 - 1 место премии "RUSSIAN EVENT AWARDS" за идею проекта фестиваля больших парусников в Ораниенбауме  "Большие паруса"